# Table (constellation)
Mensa
Pour les articles homonymes, voir Table (homonymie).
La Table est une constellation de l'hémisphère sud, impossible à observer au nord de l'équateur. Elle est peu lumineuse et découpe un pan de ciel quasiment vide d'étoiles et d'objets célestes.

## Histoire
La constellation de la Table a été introduite par Nicolas-Louis de Lacaille en 1752 afin de combler un pan du ciel austral sans dénomination. Originellement nommée Mensa Mons (« la Montagne de la Table »), son nom vient de la montagne de la Table, une montagne surplombant Le Cap (Afrique du Sud), où Lacaille réalisait ses relevés. Il s'était souvenu que les Nuages de Magellan étaient parfois connus sous le nom de « Nuages du Cap » et que la montagne de la Table était souvent couverte de nuages lorsqu'un vent orageux soufflait du sud-est. C'est pourquoi il délimita une « table » dans le ciel sous les Nuages. Lacaille avait observé et catalogué 10 000 étoiles du sud lors d'un séjour de deux ans au cap de Bonne-Espérance. Il a conçu 14 nouvelles constellations dans des régions inexplorées de l'hémisphère céleste sud non visible depuis l'Europe. La Table est la seule de ces constellations qui n'honore pas un instrument symbolique du siècle des Lumières,. Sir John Herschel proposa de réduire le nom à un seul mot en 1844, notant que Lacaille avait lui-même abrégé ainsi certaines de ses constellations.

## Étoiles principales

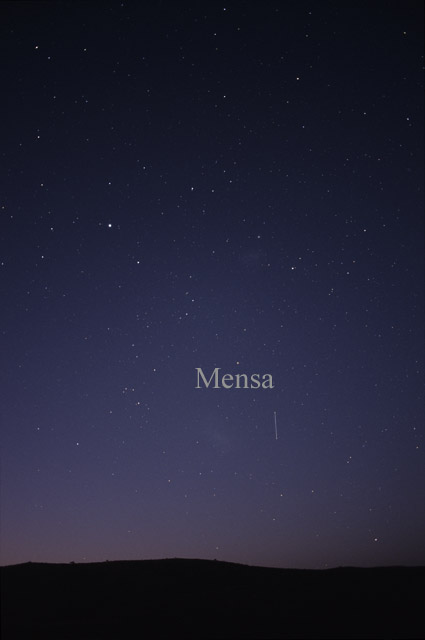
Constellation de la Table.

### α Mensae
La Table ne contient aucune étoile lumineuse : α Mensae, la plus brillante, atteint seulement la magnitude apparente de 5,09. C'est une étoile très similaire au Soleil, tant par le type spectral (G5V) que par la taille ou la masse. Distante de seulement 33 années-lumière, c'est également une étoile assez proche du système solaire.

### Autres étoiles
γ Mensae, la deuxième étoile de la constellation, n'atteint que la magnitude 5,18. Il s'agit d'une étoile géante rouge qui possède un compagnon de magnitude 11.
Pi Mensae (magnitude apparente 5,67) possède une planète. Celle-ci, 10,35 fois plus massive que Jupiter, tourne sur une orbite très excentrique (excentricité de 0,62) en 2 063,818 jours.

## Objets célestes
La constellation de la Table contient une partie du Grand Nuage de Magellan (le reste étant dans la Dorade), une galaxie irrégulière satellite de notre Voie lactée.
On y trouve également les amas ouverts NGC 1520 et NGC 1841 et la galaxie NGC 1956.